# Gliese 357 c
Gliese 357 c (GJ 357 c) è un esopianeta di tipo super Terra, in orbita attorno alla stella Gliese 357, a circa 30,8 al dal Sole, nella costellazione dell'Idra.
È stato scoperto nel 2019, con il metodo delle velocità radiali comparando i dati degli spettrografi UVES, PFS (Planet Finder Spectrograph) presso i telescopi Magellano e CARMENES, quest'ultimo installato presso l'osservatorio di Calar Alto, in Spagna.

## Caratteristiche
Il pianeta orbita attorno alla stella in circa 9 giorni, ad una distanza pari a circa 0,06 volte quella della Terra dal Sole, ovvero circa 23,6 volte quella che separa la Terra dalla Luna. È una super Terra, con una massa minima di 3,4 volte quella della Terra. Ha una temperatura di equilibrio stimata in 400 K (127 °C; 260 °F). Il pianeta riceve 4 volte l'irradiazione che la Terra riceve dal Sole. Conseguentemente, non si ritiene sia adatto ad ospitare vita.